# Jan Sojka
Jan Sojka (* 13. září 1973 Plzeň) je český spisovatel.

## Život
Vystudoval Pedagogickou fakultu Západočeské univerzity Plzni, oborovou kombinaci bohemistika - historie. Působí jako středoškolský učitel.
Spoluzaložil Antidivadlo, nonkonformní literárně dramatickou scénu, kde v letech 1994 až 2014 vystupoval jako antiherec a také se podílel na přípravě divadelních textů, skečí ve stylu černého, absurdního i nekorektního humoru.
Zúčastnil se literárního festivalu v Srbsku (Kikinda Short Archivováno 12. 8. 2018 na Wayback Machine. 2012) a festivalu v bulharském Burgasu (Svjato slovo 2017).

## Ocenění
2007 Cena Bohumila Polana (za sbírku Směr spánku)
2020 Cena Bohumila Polana (za sbírku Sesuv noci)

## Dílo
Poezie
- Směr spánku, Weles 2006
- Oči krále Havrana, Protis 2009
- Krypty, Galerie města Plzně 2013
- Vers où le sommeil (výbor poezie ve francouzském překladu Eriky Abrams), Editions Revue K, Paříž 2018
- Sesuv noci, Weles 2019 (francouzsky Éboulis de nuit, překlad Erika Abrams, ilustrace Jan Voss, Editions Revue K, Paříž 2019)
- Přemalovat pot, Protimluv 2023

Sborníky a antologie
- Bezpodmínečné horizonty (sborník věnovaný L. Kunderovi), Weles 2010
- sever západ východ - na dva západy (antologie zpč. autorů), H_aluze 2010
- Herzenslandschaften - Krajiny našich srdcí, KernVerlag 2011
- Krátká báseň (Pokus o doménu cz), ed. Zdeněk Volf, Protimluv 2020
- Pandezie, ed. Anna Luňáková, revue Prostor 2021

Próza
- Podzimní lidé, Votobia 2006
- Rok bez února, Paseka 2007
- V srpnové žízni, Artes Liberales 2011
- Povídky o lovcích a venuších, Artes Liberales 2014
- Učitel je ve třídě sám, Artes Liberales 2018
- Rodina a jiné regály, Host 2020

Drama
- Hodina historie
- Rodinné album
- Morell (vzestup a pád Hitlerova osobního lékaře)